# Rhein-Hunsrück-Kreis
Rhein-Hunsrück-Kreis – powiat w niemieckim kraju związkowym Nadrenia-Palatynat. Siedzibą powiatu jest miasto Simmern/Hunsrück.

## Podział administracyjny
Rhein-Hunsrück-Kreis składa się z:
- jednej gminy miejskiej (Stadt)
- czterech gmin związkowych (Verbandsgemeinde)

Gminy miejskie:
| Lp. | Nazwa gminy miejskiej | Ludność (31.12.2009) | Powierzchnia km² |
| --- | --------------------- | -------------------- | ---------------- |
| 1   | Boppard               | 15.884               | 74,93            |

Gminy związkowe:
| Lp. | Nazwa gminy związkowej | Ludność (31.12.2009) | Powierzchnia km² | Liczba gmin |
| --- | ---------------------- | -------------------- | ---------------- | ----------- |
| 1   | Hunsrück-Mittelrhein   | 23.819               | 233,37           | 33          |
| 2   | Kastellaun             | 15.864               | 180,66           | 19          |
| 3   | Kirchberg (Hunsrück)   | 19.885               | 227,83           | 40          |
| 4   | Simmern-Rheinböllen    | 28.519               | 273,55           | 44          |

## Zmiany administracyjne
1 stycznia 2020
- połączenie gminy związkowej Emmelshausen z gminą związkową Sankt Goar-Oberwesel w gminę związkową Hunsrück-Mittelrhein
- połączenie gminy związkowej Rheinböllen z gminą związkową Simmern/Hunsrück w gminę związkową Simmern-Rheinböllen